# سالي سافيوتي
سالي سافيوتي (بالإنجليزية: Salli Saffioti)‏ هي ممثلة أمريكية، ولدت في 11 يونيو 1976 بنيويورك في الولايات المتحدة.

## أعمال

### أفلام
- (2008)  الانحطاط
- (2012)  دامنيشن

## وصلات خارجية
- سالي سافيوتي على موقع IMDb (الإنجليزية)
- سالي سافيوتي على موقع ألو سيني (الفرنسية)
- سالي سافيوتي على موقع قاعدة بيانات الفيلم (الإنجليزية)
- سالي سافيوتي على موقع ANN person (الإنجليزية)